# Jurij Bradač
Jurij Bradač, (s psevdonimom Yuri Bradac), slovenski filmski igralec in model, * 29. junij 1973, Maribor
V Sloveniji je najbolj znan po vlogi ljubimca v videospotu Bad Romance Lady Gaga. Jurij Zrnec ga je parodiral v skečih kot Jurij Garač.

## Igralec

### Filmografija
| Leto | Film                                                      | Vloga       |
| ---- | --------------------------------------------------------- | ----------- |
| 2007 | Futbaal: The Price of Dreams                              | Ivanoff     |
| 2008 | Broken Angel                                              | Grigori     |
| Leto | TV serija                                                 | Vloga       |
| 2006 | Sex Games Vegas (episode: "Wireless")                     | Buck        |
| Leto | Kratki filmi                                              | Vloga       |
| 2006 | 46 minut                                                  |             |
| 2007 | Mesage to Blind Flower                                    | Marco       |
| 2008 | The Last Appeal, St.Faustina: The Apostle of Divine Mercy | Fr. Sopocko |
| 2008 | The Last Appeal                                           | Fr. Sopocko |
| 2009 | Rosecrans & Highland                                      | Corrupt Cop |
| 2010 | Bocce                                                     | Rubio       |

### Videospoti
| Leto | Naslov                          | Glasbenik(-i)                           |
| ---- | ------------------------------- | --------------------------------------- |
| 2009 | "Bad Romance"                   | Lady Gaga                               |
| 2009 | "Morning After Dark"            | Timbaland (feat. Nelly Furtado & Soshy) |
| 2010 | "No Me Digas Que No"            | Enrique Iglesias (feat. Wisin & Yandel) |
| 2011 | "On The Floor"                  | Jennifer Lopez (feat. Pitbull)          |
| 2011 | "I Light a Candle for Our Love" | Lili Rocha                              |